# Menning (Vohburg an der Donau)

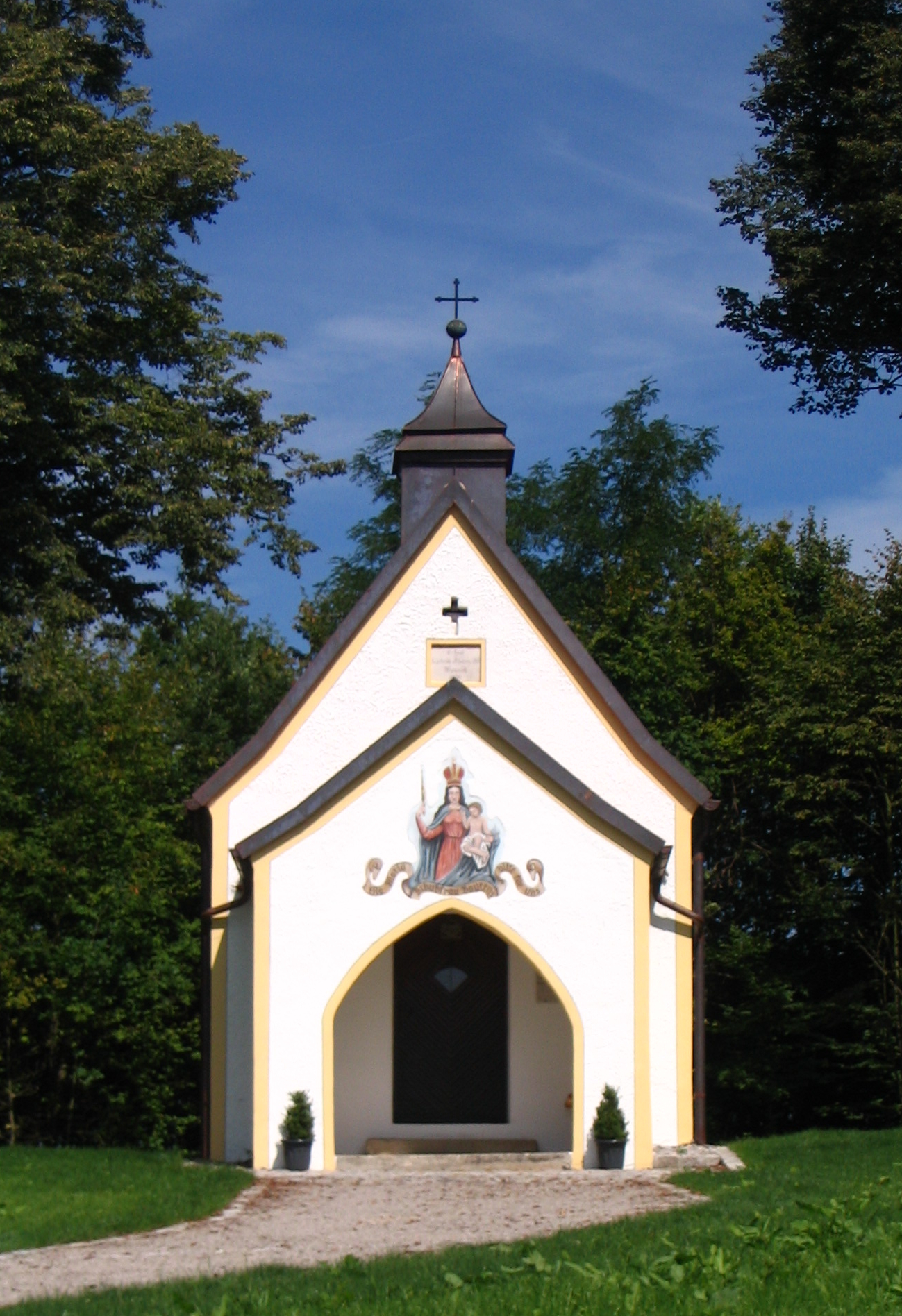
Die Herz-Jesu-Kapelle auf dem Galgenberg bei Menning (2010)

Menning ist ein Pfarrdorf und Ortsteil der oberbayerischen Stadt Vohburg an der Donau.

## Geschichte
Um 1060 weihte Bischof Gundekar II. von Eichstätt eine (vermutlich) erste Kirche am Ort ein. Im Jahr 1326 wird Menning als eigenständige Pfarrei genannt. 1504 wurde der Ort im Landshuter Erbfolgekrieg niedergebrannt. Über 100 Jahre später erlitt die Ortschaft durch die Schweden im Dreißigjährigen Krieg dasselbe Schicksal noch einmal. Die heutige katholische Pfarrkirche St. Martin stammt im Kern aus dem 13./14. Jahrhundert, wurde 1706 barockisiert und 1888/89 und 1928 nach Westen verlängert. 1818 wurde Menning (mit dem Weiler Auhöfe) durch das zweite Gemeindeedikt eine eigenständige Gemeinde. Die Gemeinde verlor am 1. Januar 1978 ihre Selbstständigkeit und wurde mit damals 438 Einwohnern in die Stadt Vohburg an der Donau eingegliedert.

## Der selige Bauer
Die Legende vom seligen Bauern weist für die katholischen Gemeinden um Vohburg eine große Bedeutung auf. Sie handelt von dem frommen Landwirt Johann, der Ende des 15. Jahrhunderts bei Griesham gelebt haben soll. Nachdem dessen Frau und Kinder gestorben waren, hätte er sich der Legende nach als Einsiedler im Dürnbucher Forst zurückgezogen und seinen Besitz der Kirche überlassen. In seiner Behausung sei der fromme Mann eines Tages von zwei Räubern überfallen, misshandelt und aufgehängt worden. Er wurde fälschlicherweise nicht auf dem Friedhof begraben, sondern wie für Selbstmörder üblich auf dem Galgenberg verscharrt. Der Leichnam wurde, nachdem man Wunderheilungen als Beweis für die Unschuld und Heiligkeit des seligen Bauern zu erkennen glaubte, exhumiert und auf dem Vohburger Spitalfriedhof beigesetzt. Im Laufe der Zeit wurden die Gebeine des seligen Bauern in die angrenzende Spitalkirche, die Andreaskirche und 1880 nach St. Anton transferiert, wo sie sich bis heute in einem reichlich verzierten Reliquienschrein auf der linken Seite des Kirchenschiffs befinden. Auf dem Galgenberg bei Menning errichtete der Menninger Landwirt Ludwig Ott im Jahre 1950 zu Ehren des seligen Bauern eine Kapelle, die 2009 restauriert wurde.

## Baudenkmäler
Siehe: Liste der Baudenkmäler in Menning

## Bodendenkmäler
Siehe: Liste der Bodendenkmäler in Vohburg an der Donau